# Benjamin Hjertstrand
Carl Benjamin Hjertstrand, född 22 januari 1994, är en svensk fotbollsspelare som spelar för finländska Ekenäs IF.

## Karriär

### Falu FK
Hjertstrands moderklubb är Slätta SK. Därefter gick han till Falu FK. Hjertstrand spelade 15 matcher i Division 2 Norra Svealand 2012. Under säsongen spelade han även en Svenska cupen-match mot Sandvikens IF (2–0-förlust). Säsongen 2013 spelade Hjertstrand 17 matcher och gjorde ett mål. Målet gjorde han den 20 april 2013 i en 1–1-match mot Stöde IF.

### Dalkurd FF
Den 24 januari 2014 värvades Hjertstrand av Dalkurd FF, där han skrev på ett treårskontrakt. Hjertstrand debuterade den 7 juni 2014 i en 2–0-vinst över IF Sylvia, där han blev inbytt i den 90:e minuten mot Omar Jagne. Totalt spelade Hjertstrand 13 matcher i Division 1 Norra 2014. Han spelade under säsongen även två matcher i Svenska cupen; en 12–0-vinst över Ockelbo IF och en 4–1-vinst över GIF Sundsvall.
Säsongen 2015 spelade Hjertstrand 12 ligamatcher. Han spelade även två matcher i gruppspelet av Svenska cupen 2014/2015; en 2–1-förlust mot Gefle IF och en 1–0-förlust mot Örebro SK. Dalkurd slutade på första plats i Division 1 Norra 2015 och blev uppflyttade till Superettan 2016. Hjertstrand gjorde Superettan-debut den 24 april 2016 i en 1–0-vinst över Trelleborgs FF, där han blev inbytt i den 90:e minuten mot Heradi Rashidi. Hjertstrand spelade totalt sex matcher för Dalkurd under säsongen 2016.
I augusti 2016 lånades Hjertstrand ut till IK Brage. Han debuterade den 28 augusti 2016 i en 3–1-förlust mot Team TG. I september 2016 avbröt Dalkurd lånet och Hjertstrand återvände till klubben. Han spelade endast två matcher under sin tid i Brage.

### IK Brage
Den 19 november 2016 värvades Hjertstrand av IK Brage, där han skrev på ett 1+1-årskontrakt. I april 2017 förlängde Hjertstrand sitt kontrakt med tre år. Säsongen 2017 spelade han 24 ligamatcher och gjorde två mål. Målen gjorde han den 29 april 2017 i en 3–0-vinst över Nyköpings BIS och den 10 september 2017 i en 5–1-vinst över Assyriska FF. Han spelade även två matcher i Svenska cupen; en 1–0-vinst över Sandvikens IF och en 4–1-förlust mot Åtvidabergs FF. Brage slutade på första plats i Division 1 Norra 2017 och blev uppflyttade till Superettan 2018.

### Örebro SK
Den 11 november 2019 värvades Hjertstrand av Örebro SK, där han skrev på ett treårskontrakt.

### Halmstads BK
I februari 2023 värvades Hjertstrand av Halmstads BK, där han skrev på ett halvårskontrakt. I juli 2023 förlängdes kontrakt över resten av säsongen.

### Zhenis
I januari 2024 skrev Hjertstrand på ett ettårskontrakt med kazakiska Zhenis. I juni 2024 kom han överens med klubben om att bryta sitt kontrakt.

### Ekenäs IF
I augusti 2024 värvades Hjertstrand av finländska Ekenäs IF, där han skrev på ett kontrakt över slutet på säsongen.

## Karriärstatistik
| Klubb              | Säsong             | Liga                      | Liga    | Liga | Nationell cup | Nationell cup | Övrigt  | Övrigt | Totalt  | Totalt |
| Klubb              | Säsong             | Division                  | Matcher | Mål  | Matcher       | Mål           | Matcher | Mål    | Matcher | Mål    |
| ------------------ | ------------------ | ------------------------- | ------- | ---- | ------------- | ------------- | ------- | ------ | ------- | ------ |
| Falu FK            | 2012               | Division 2 Norra Svealand | 15      | 0    | 1             | 0             | —       | —      | 16      | 0      |
| Falu FK            | 2013               | Division 3 Södra Norrland | 17      | 1    | 0             | 0             | —       | —      | 17      | 1      |
| Falu FK            | Totalt             | Totalt                    | 32      | 1    | 1             | 0             | —       | —      | 33      | 1      |
| Dalkurd FF         | 2014               | Division 1 Norra          | 13      | 0    | 2             | 0             | —       | —      | 15      | 0      |
| Dalkurd FF         | 2015               | Division 1 Norra          | 12      | 0    | 2             | 0             | —       | —      | 14      | 0      |
| Dalkurd FF         | 2016               | Superettan                | 6       | 0    | 0             | 0             | —       | —      | 6       | 0      |
| Dalkurd FF         | Totalt             | Totalt                    | 31      | 0    | 4             | 0             | —       | —      | 35      | 0      |
| IK Brage (lån)     | 2016               | Division 1 Norra          | 2       | 0    | 0             | 0             | —       | —      | 2       | 0      |
| IK Brage           | 2017               | Division 1 Norra          | 24      | 2    | 2             | 1             | —       | —      | 26      | 3      |
| IK Brage           | 2018               | Superettan                | 27      | 3    | 1             | 0             | —       | —      | 28      | 3      |
| IK Brage           | 2019               | Superettan                | 30      | 2    | 2             | 0             | 2       | 0      | 34      | 2      |
| IK Brage           | Totalt             | Totalt                    | 81      | 7    | 5             | 1             | 2       | 0      | 88      | 8      |
| Örebro SK          | 2020               | Allsvenskan               | 25      | 0    | 2             | 0             | —       | —      | 27      | 0      |
| Örebro SK          | 2021               | Allsvenskan               | 28      | 0    | 4             | 0             | —       | —      | 32      | 0      |
| Örebro SK          | 2022               | Superettan                | 25      | 0    | 3             | 0             | —       | —      | 28      | 0      |
| Örebro SK          | Totalt             | Totalt                    | 78      | 0    | 9             | 0             | —       | —      | 87      | 0      |
| Halmstads BK       | 2023               | Allsvenskan               | 8       | 0    | 4             | 1             | —       | —      | 12      | 1      |
| Zhenis             | 2024               | Premjer Ligasy            | 5       | 0    | 1             | 0             | —       | —      | 6       | 0      |
| Totalt i karriären | Totalt i karriären | Totalt i karriären        | 237     | 8    | 24            | 2             | 2       | 0      | 262     | 10     |